# Кандро Ринпоче
Миндролинг Джецун Кандро Ринпоче (родена като Церинг Палдрон) е будистки учител (лама). Родена е в Калимпонг в Индия и е дъщеря на Миндролинг Тричен Ринпоче. На двегодишна възраст е разпозната от Шестнадесетия Кармапа Рангджунг Ригпе Дордже като прераждане на Урген Цомо, великата дакини на манастира Цурпху, една от най-почитаните будистки учители – жени на своето време. Кандро Урген Цомо е била съпруга на Петнадесетия Кармапа Качяб Дордже и считана за прераждане на Йеше Цогял. Фактически името, с което е известна представлява титла: „Кандро“ на тибетски е дакини, а „Ринпоче“ означава скъпоценен.

## Израстване, обучение и позиция
Миндролинг Джецун Кандро Ринпоче е учител в две от приемственостите на тибетския будизъм: Кагю и Нингма. Освен тибетски език тя свободно владее английски и хинди, има и западно образование. От 1987 г. преподава в Европа, Северна Америка и югоизточна Азия. Като своя главна квартира тя установява центъра за медитационно уединение Самтен Це в Масури, Индия, а освен това е резидент в Лотус Гардън Ретрийт Център във Вирджиния, САЩ. Също така тя участва активно в управлението на манастира Миндролинг в Дехрадун, Индия.

## Библиорафия
- This Precious Life: Tibetan Buddhist Teachings on the Path to Enlightenment, Shambhala Publications (2003), ISBN 1-59030-174-9

### Онлайн
- Compassion and Wisdom Архив на оригинала от 2022-03-05 в Wayback Machine. by Venerable Khandro Rinpoche
- Living the Dharma by Khandro Rinpoche